# Life is beautiful/HiDE the BLUE
「Life is beautiful / HiDE the BLUE」（ライフ・イズ・ビューティフル／ハイド・ザ・ブルー）は、BiSHのメジャー4作目のシングル。2018年6月27日にavex traxから発売された。

## 概要
前作「PAiNT it BLACK」から3か月後に発売されたメジャー4作目・通算5作目のシングル。BiSH初の両A面で発売された。「Life is beautiful」はBiSH初のラブソングで、野島伸司が脚本を務めるドラマ「彼氏をローンで買いました」の主題歌を担当することが
3月6日に発表された。翌3月7日には「HiDE the BLUE」がアニメ「3D彼女 リアルガール」のエンディングテーマに選ばれた。
2018年4月3日に「HiDE the BLUE」のミュージックビデオがYouTubeに公開。5月29日には「Life is beautiful」のミュージックビデオが公開。ストーリー仕立てのミュージックビデオになっており飯豊まりえと清原翔が主演を務めた。オリコン週間ランキングで3位を記録。
CDは3形態で販売され、通常のCD盤のほかに、DVD盤には2018年4月22日に東京・中野サンプラザで行われたライブ「BiSH pUBLic imAGE LiMiTEd TOUR FiNAL」のライブ映像が収められたDVDが収録されている。初回生産限定盤には写真集(80P)とDVD盤の映像のほかにミュージックビデオとメイキングを収録したBlu-ray、前述の中野サンプラザ2Deysのライブ音源が収録されたCDがセットになっている。また「キリンレモン」のCMソング「透明なままでゆけ。」のミュージックビデオと音源が初収録された。

## リリース履歴
| 発売日        | レーベル  | 最高順位 | 販売形態    | 規格品番      | 備考                                     |
| ------------- | --------- | -------- | ----------- | ------------- | ---------------------------------------- |
| 2018年6月27日 | avex trax | 4位      | CD          | AVCD-94078    | CD盤                                     |
| 2018年6月27日 | avex trax | 4位      | CD+DVD      | AVCD-94077/B  | DVD盤                                    |
| 2018年6月27日 | avex trax | 4位      | 8cmCD+CD+BD | AVCD-94076/BC | 初回生産限定盤:80P豪華PHOTOBOOK、BOX仕様 |

## 収録曲

### CD
全作曲：松隈ケンタ、全編曲：SCRAMBLES
1. Life is beautiful [4:22]
作詞：恋愛好男
  - dTV×FOD共同製作ドラマ『彼氏をローンで買いました』主題歌
  - テレビ東京系『JAPAN COUNTDOWN』2018年6月度オープニングテーマ
2. HiDE the BLUE [4:18]
作詞：beat mints boyz（松隈ケンタ×JxSxK）
  - 日本テレビアニメ『3D彼女 リアルガール』第1シーズンエンディングテーマ

### LIVE CD
初回生産限定盤に収録
1. SCHOOL GIRLS,BANG BANG (2018.04.21 NAKANO SUNPLAZA)
2. TOUMIN SHOJO (2018.04.21 NAKANO SUNPLAZA)
3. Primitive (2018.04.21 NAKANO SUNPLAZA)
4. Is this call?? (2018.04.21 NAKANO SUNPLAZA)
5. SCHOOLYARD (2018.04.21 NAKANO SUNPLAZA)
6. ALLS (2018.04.21 NAKANO SUNPLAZA)
7. デパーチャーズ (2018.04.21 NAKANO SUNPLAZA)
8. My distinction (2018.04.22 NAKANO SUNPLAZA)
9. VOMiT SONG (2018.04.22 NAKANO SUNPLAZA)
10. spare of despair (2018.04.22 NAKANO SUNPLAZA)
11. FOR HiM (2018.04.22 NAKANO SUNPLAZA)
12. My landscape (2018.04.22 NAKANO SUNPLAZA)
13. 透明なままでゆけ。(キリンレモン×BiSH)

### DVD・Blu-ray

#### DVD・Blu-ray共通
2018.04.22 中野サンプラザ BiSH pUBLic imAGE LiMiTEd TOUR FiNAL
1. SHARR
2. My distinction
3. オーケストラ
4. DA DANCE!!
5. SMACK baby SMACK
6. 本当本気
7. BODiES
8. JAM
9. プロミスザスター
10. スパーク
11. spare of despair
12. VOMiT SONG
13. Here’s looking at you,kid.
14. GiANT KiLLERS
15. OTNK
16. MONSTERS
17. FOR HiM

<Encore>
1. My landscape
2. PAiNT it BLACK
3. BiSH-星が瞬く夜に-

#### Blu-rayにのみ収録
- Music Video
  - Life is beautiful
  - HiDE the BLUE
  - 透明なままでゆけ。(キリンレモン×BiSH)
- Making Movie

## 参加メンバー
- BiSH
  - アイナ・ジ・エンド - ボーカル
  - セントチヒロ・チッチ - ボーカル
  - モモコグミカンパニー - ボーカル
  - ハシヤスメ・アツコ - ボーカル
  - リンリン - ボーカル
  - アユニ・D - ボーカル

## ライブ映像作品
| 曲名              | 作品名                                      |
| ----------------- | ------------------------------------------- |
| Life is beautiful | BiSH "TO THE END"                           |
| Life is beautiful | BRiNG iCiNG SHiT HORSE TOUR FiNAL"THE NUDE" |
| Life is beautiful | FROM DUSK TiLL DAWN                         |
| HiDE the BLUE     | BiSH "TO THE END"                           |
| HiDE the BLUE     | BRiNG iCiNG SHiT HORSE TOUR FiNAL"THE NUDE" |
| HiDE the BLUE     | And yet BiSH moves.                         |
| HiDE the BLUE     | FROM DUSK TiLL DAWN                         |

## 収録アルバム
Life is beautiful
- 『CARROTS and STiCKS』 (MUSiC盤・DVD盤・初回生産限定盤に収録）
- 『FOR LiVE -BiSH BEST-』 (#2)

HiDE the BLUE
- 『CARROTS and STiCKS』 (MUSiC盤・DVD盤・初回生産限定盤に収録）
- 『FOR LiVE -BiSH BEST-』 (#3)